# Söderledstunneln
För andra betydelser, se Södertunneln (olika betydelser).
Söderledstunneln är en tunnel mellan Centralbron och Johanneshovsbron på Södermalm i Stockholms innerstad och är 1 520 (norrgående) respektive 1 580 (södergående) meter lång. Själva tunneln utgör större delen av Söderleden, som är en del av Stockholms nord-sydaxel.

## Historik

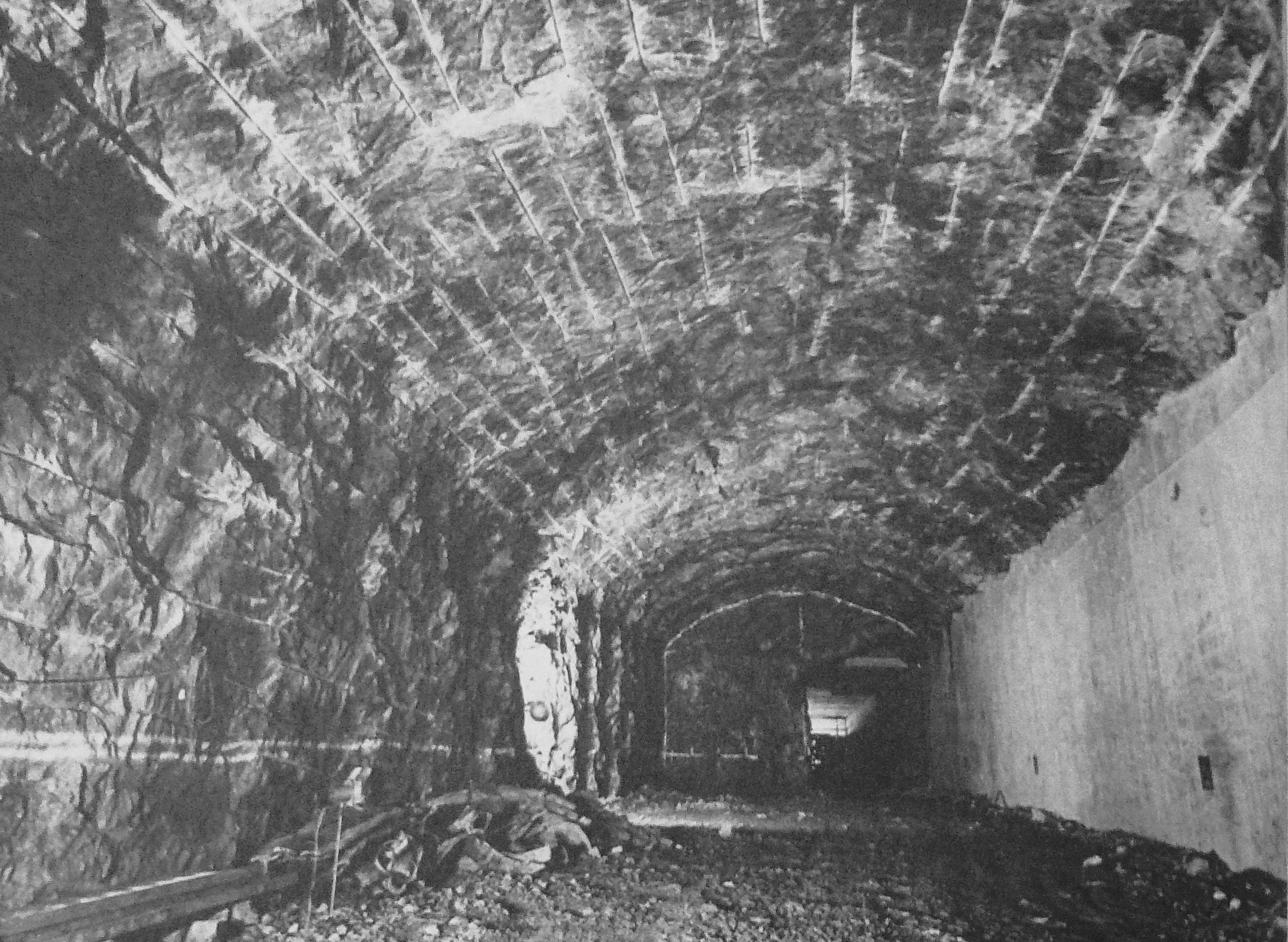
Pilottunnel mellan Blekingegatan och Dalslandsgatan, 1940-tal.

Söderledstunneln anlades tillsammans med Johanneshovsbron och invigdes 9 oktober 1984. På sträckan Brännkyrkagatan - Folkungagatan låg tidigare Södergatan. Denna öppnades 1944 och gick i ett djupt, ca 650 meter långt dike tvärs igenom norra delen av Södermalm. Vid byggandet av Södergatan revs många bostadskvarter, och diket var under många år ett kritiserat sår i stadsdelen. 
Redan på 1940-talet utsprängdes en pilottunnel under bostadskvarteren mellan Blekingegatan och Dalslandsgatan. Åren 1964-1966 byggdes ett ca 150 meter långt tunnelavsnitt under Åsö gymnasium, som dock aldrig trafikerades eftersom anslutningsvägar saknades.
I början av 1980-talet drogs delen söder om Högbergsgatan i tunnel, och därefter påbörjades arbetet med att överdäcka den återstående delen och uppföra nya kvarter med bostäder och kontor ovanpå. Arbetet slutfördes i januari 1991.
Tunneln är byggd i form av två separata tunnelrör med två filer i varje rör. Varje tunnelrör är 7,25 meter brett. Höjden är 4,5 meter. 110 meter är bergtunnel och resten är betongtunnel.
Tunneln är en del av den kommunala vägen E4.25, som går E4 (Karlberg)-Klarastrandsleden-Centralbron-Söderledstunneln-riksväg 73 (Johanneshov). E4.25 skyltas inte utan är bara en beteckning bland vägmyndigheter.

## Bilder

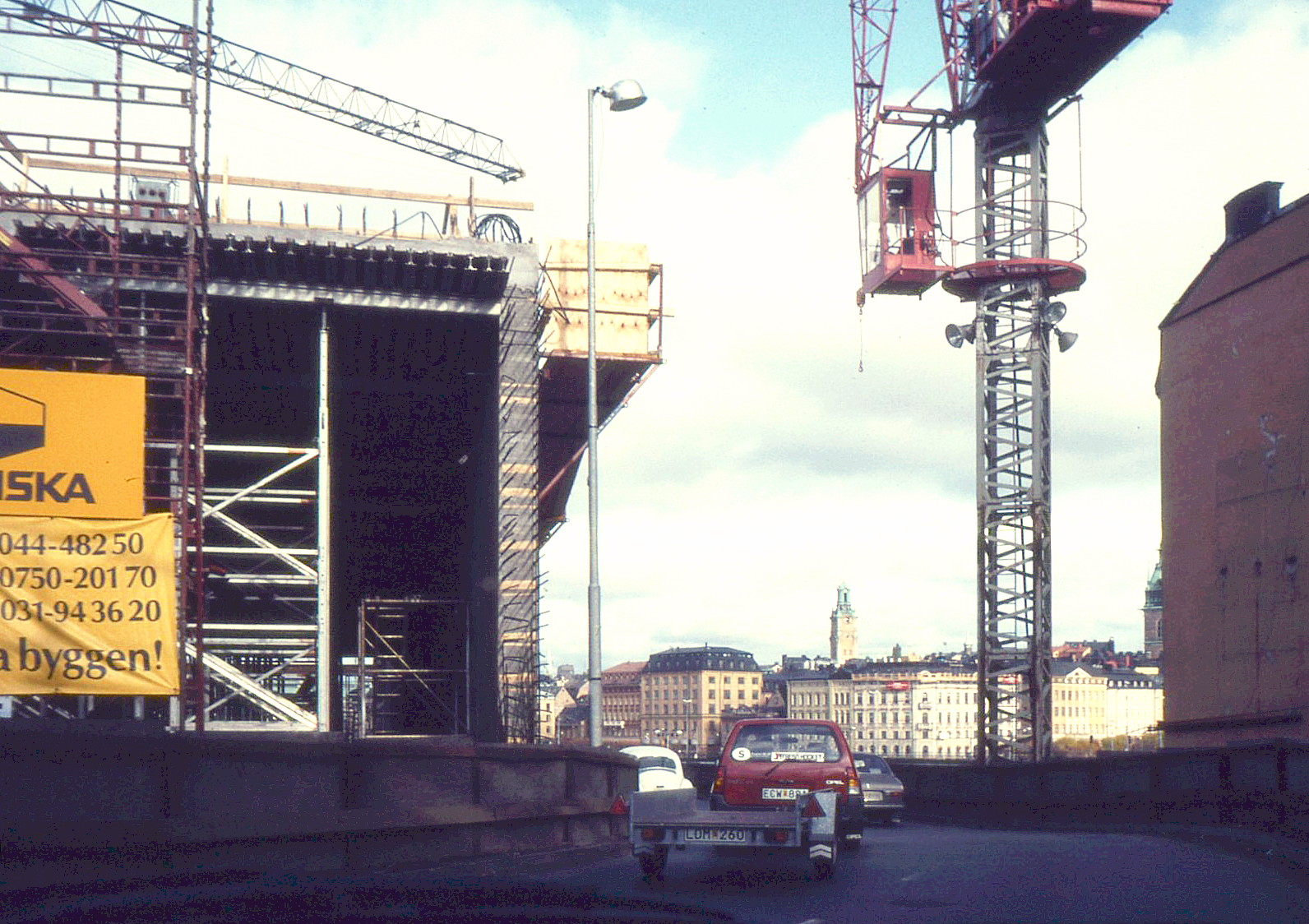
Tunnelavsnitt under byggnad i kvarteret Överkikaren, 1986.
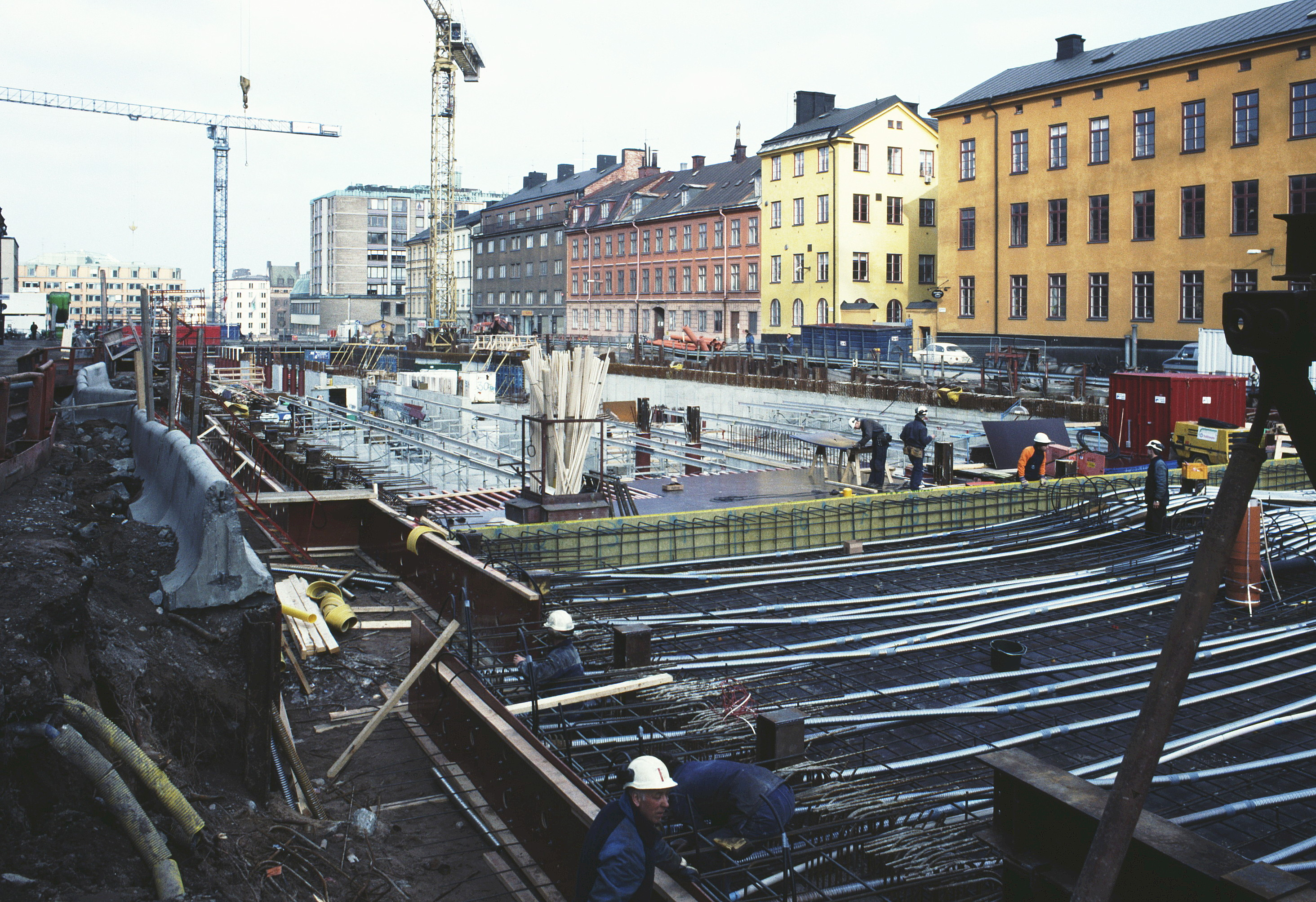
Överdäckning i kvarteret Göta ark, 1986.
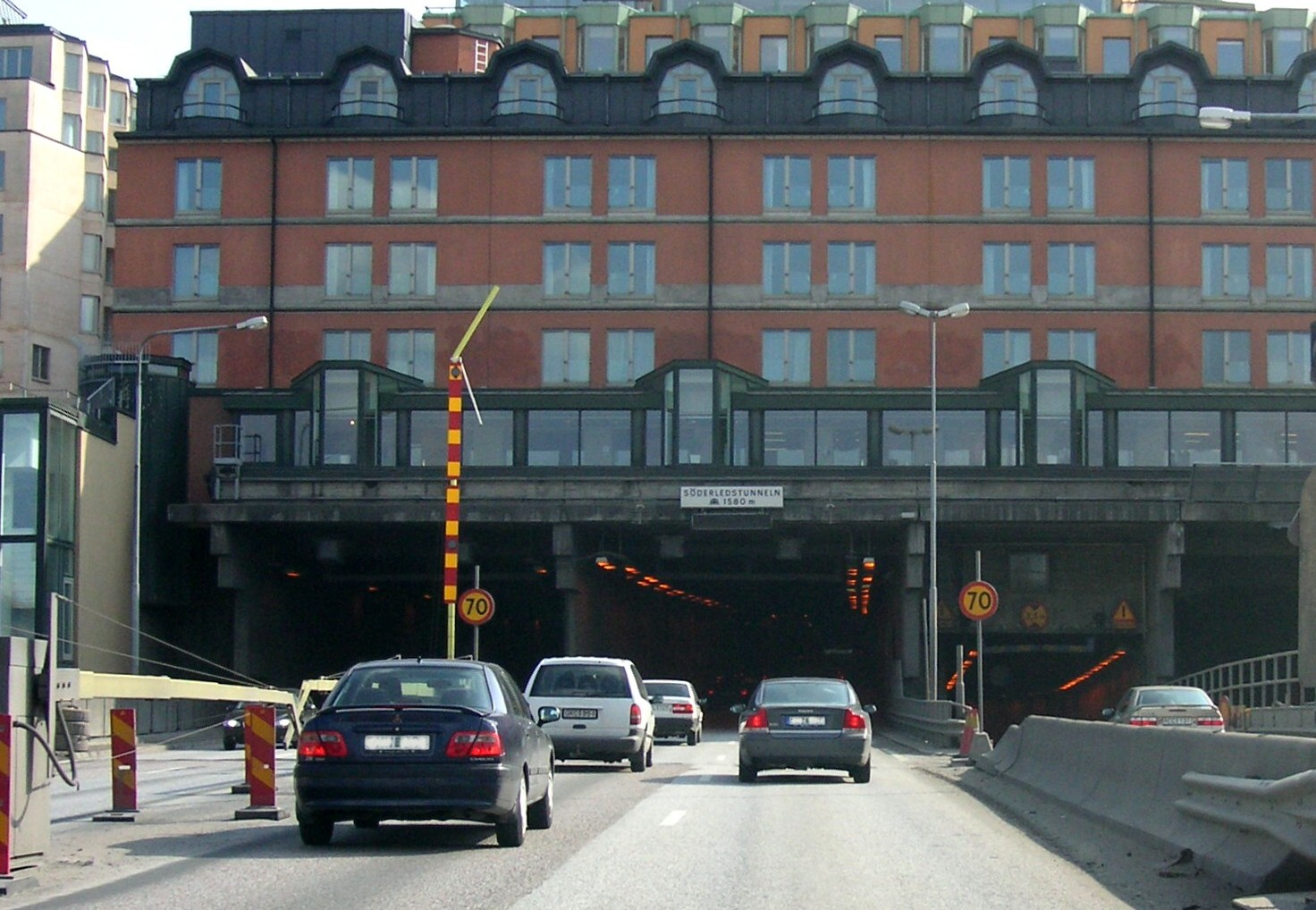
Infart från norr, 2008
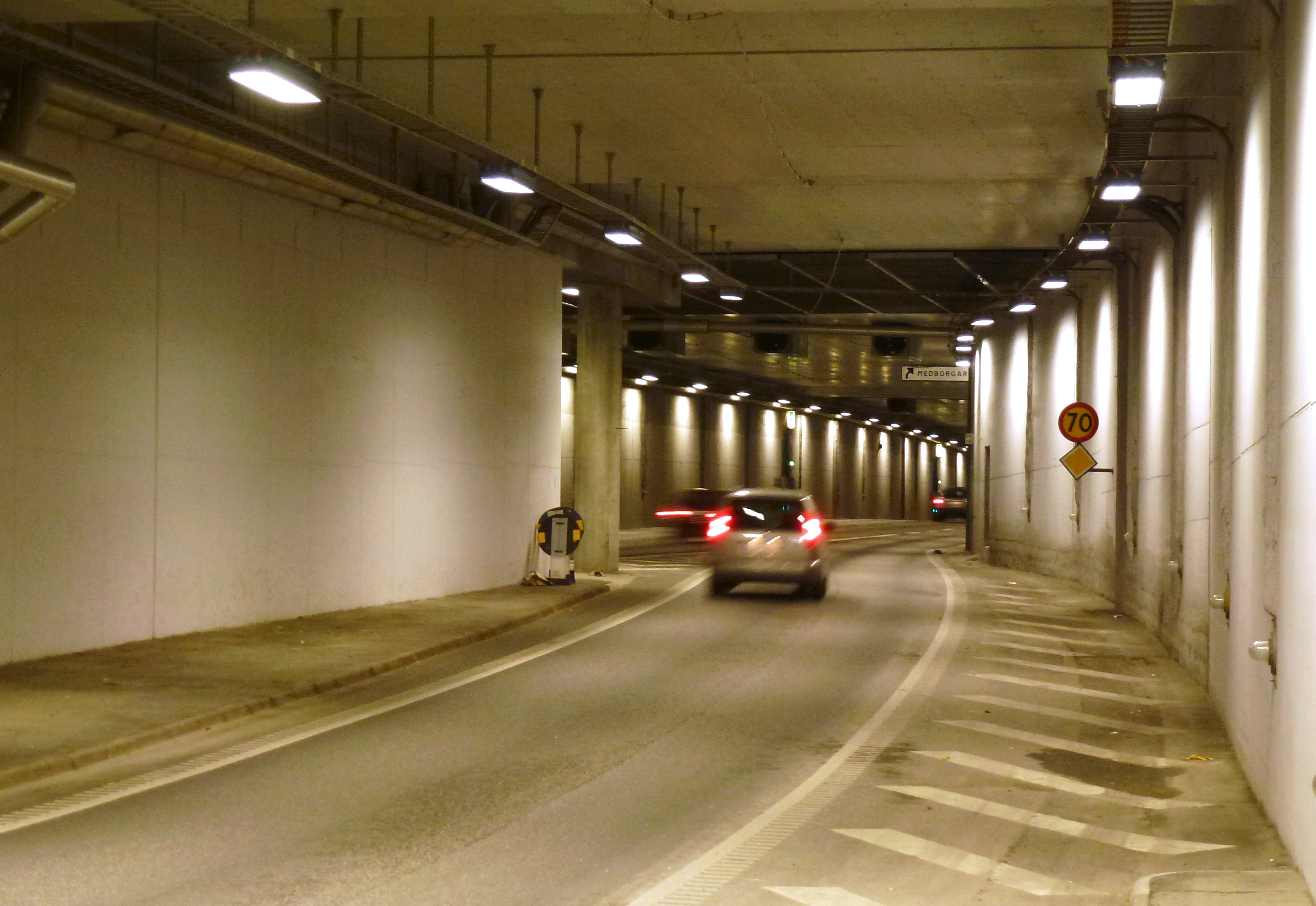
Södergående tunnelrör, 2012
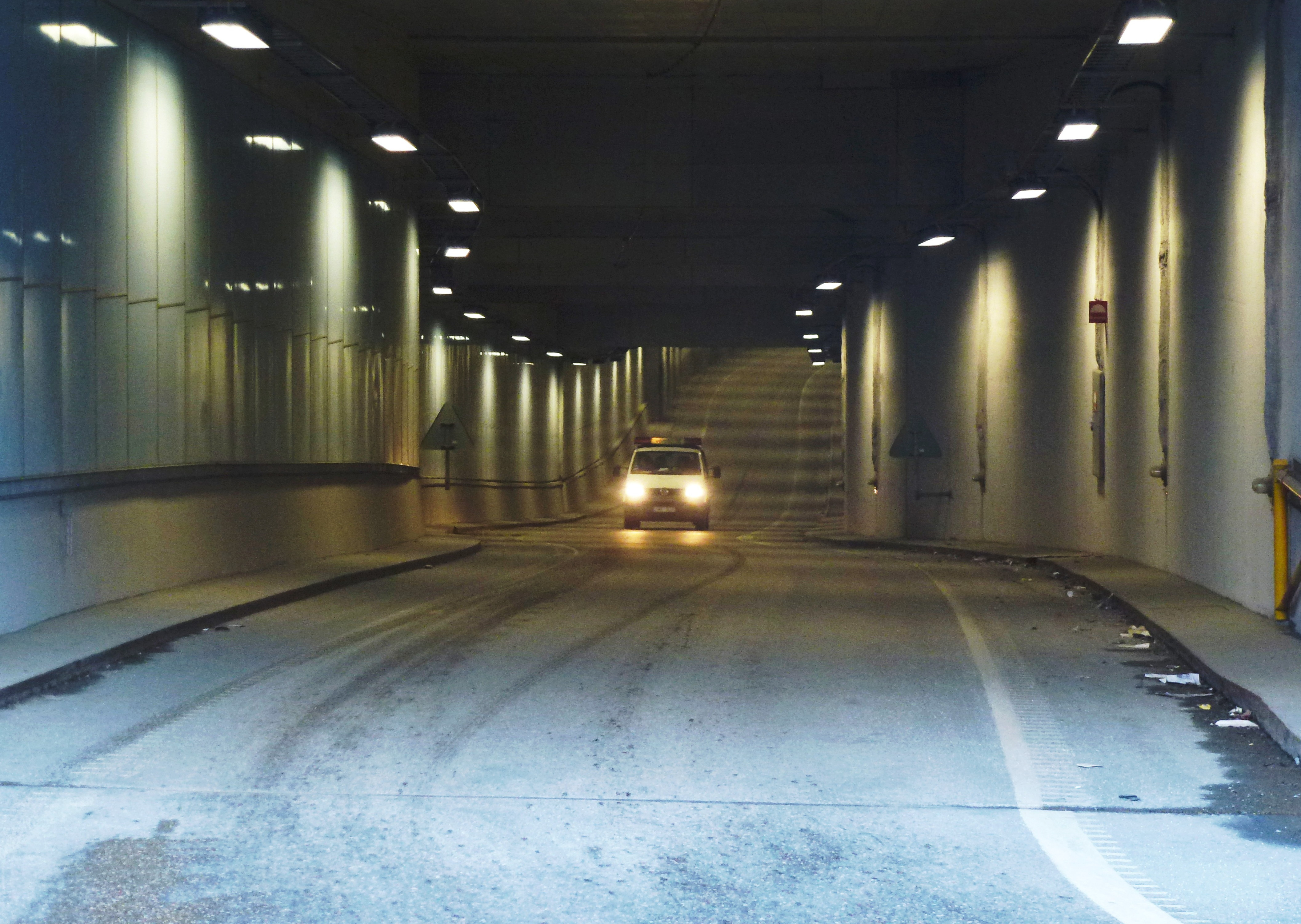
Avfart Medborgarplatsen, 2014